# Bolesław Leśmian
Bolesław Leśmian, născut Bolesław Lesman, (n. 22 ianuarie 1877 - d. 7 noiembrie 1937) a fost un poet polon, membru al Academiei Poloneze de Literatură.
A scris o lirică cerebrală, rafinată, consacrată sentimentelor umane, într-un stil original, inimitabil, pe o gamă estetică variată, de la observația concretă la fantastic și grotesc.

## Scrieri
- 1912: Livada de la răscruce ("Sad rozstajny")
- 1913: Întâmplările lui Sindbad Żeglarz ("Przygody Sindbada Żeglarza")
- 1913: Legendele susanului ("Klechdy sezamowe")
- 1920: Pajiște ("Łąka ")
- 1936: Băutura răcoritoare ("Napój cienisty")
- 1938: Povestea pădurii ("Dziejba leśna")
- 1959: Schițe literare ("Szkice literackie").